# Kende Péter (ügyvéd)
Kende Péter (Budapest, 1952. február 4. –) magyar ügyvéd, közíró. 

## Életpályája
Kende Péter Angyalföldön, majd Újlipótvárosban nevelkedett, ma Solymáron él. Apja katonatiszt volt, mamája könyvkiadói szerkesztőségi titkár. Négy gyermeke született: Rita (†), Judit, Gábor és Hanna. Az ELTE Állam- és Jogtudományi Karán, majd a Bölcsészkaron szociológia szakon szerzett diplomákat, letette az ügyvédi szakvizsgát. Első diplomája megszerzése után a KISZ-apparátusban kezdett dolgozni, munkatársként, aztán a tatai, majd a Bimbó úti vezetőképző iskola igazgatójaként. 1984-ben leváltották vezetői posztjáról, és eltávolították az apparátusból. Jogtanácsosként, vállalati ügyvédként helyezkedett el, a Lapkiadó Vállalat sajtópereit és sajtó-helyreigazítási ügyeit intézte, gazdasági és vállalati joggal foglalkozott. Majd tíz évig a Pesti Műsor hetilap főszerkesztője és kiadó-igazgatója volt, közben különféle témájú publikációi és könyvei jelentek meg. Később oknyomozó-tényfeltáró újságíróként, közíróként dolgozott; tizenhárom könyvet írt, ebből tizenkettő jelent meg. Számos írása látott nyomdafestéket az Élet és Irodalomban, a Népszabadságban, a Népszavában és másutt. Majd felújította jogi praxisát, ma ügyvédként dolgozik.

## Művei

### Könyvei
- Röpirat a zsidőkérdésről (Magvető, 1989. elkészült: 1985.)
- Közérdekű bejelentés - koncepciós perek ma (1986., csak zárt körben jelent meg)
- Celladam-kor (Ifjúsági Lapkiadó Vállalat, 1986.)
- Erdélyből jöttek (Ifjúsági Lapkiadó Vállalat, 1987.)
- Mik vagytok ti, istenek? - orvosi műhibák I. (Hibiszkusz Kiadó, 1997.)
- Bank Bianco - a Postabank és Princz Gábor (Hibiszkusz Kiadó, 1999.)
- Mik vagytok ti, istenek? - orvosi műhibák II. (Hibiszkusz Kiadó, 2000.)
- A Viktor (Hibiszkusz Kiadó, 2002.)
- Titkos magyar szolgálatok (Hibiszkusz Kiadó, 2004.)
- Mik vagytok ti, istenek? - orvosi műhibák I. (Hibiszkusz Kiadó, 1997.)
- Az igazi Orbán (Hibiszkusz Kiadó, 2006.)
- Védtelen igazság (Hibiszkusz Kiadó, 2007.)
- Elorzott igazság (Hibiszkusz Kiadó, 2008.)
- Nesze neked, igazság! (Hibiszkusz Kiadó, 2009.)

### Fontosabb cikkei
- Lopott anyag a Nemzeti Színházban (Magyar Hírlap, 2005. 06. 23.)
- Szobor egy gyilkosnak (Népszabadság, 2005. 06. 27.)
- Miről nem szól a Legfelsőbb Bíróság ítélete? Az igazságról! (Népszava, 2006. 11. 16.)
- "A gyilkosság bűntettében nagyon bűnösnek érzem magam" - újra a Tóth Ilona-ügyről; Népszabadság, 2006. 11. 16.)
- Hazudnak-e a számok a jogszolgáltatásban? (Népszava, 2007. 02. 16.)
- A főbírók gyáván megfutamodtak (Népszava, 2007. 03. 30.)
- "Egy polgár vallomásai" - Martonyi János volt a Marosvásárhelyi fedőnevű informátor (Élet és Irodalom, 2007. 04. 26.)
- Egy polgár vallomásai II. (Élet és Irodalom, 2007. 06. 07.)
- A zsidótörvények ma is hatályosak? háborús bűnösök felmentéseiről (Népszava, 2007. 10. 13.)
- Kis magyar történelem – lakásokban elbeszélve - Sólyom László a Sólyom László utcai lakásban (Élet és Irodalom, 2008. 01. 25.)
- Feljelentés Varga Zoltán bíró ellen - a móri ítéletről Népszava, 2008. 05. 31.)
- Illetlen búcsú Lomnici Zoltántól (Élet és Irodalom, 2008. 06. 28.)
- Felszólalás a cigány demonstráción 2008. szeptember 20-án (2008. 09. 20.)
- Megcsúfolt Popper-születésnap (Népszava, 2008. 11. 29.)
- Igenis szabályozható a gyűlöletbeszéd tiltása (Élet és Irodalom, 2009. 01. 03.)
- Vádirat Tatárszentgyörgy után (Népszabadság, 2009. 03. 05.)
- Felelősség és felelőtlenség az orvos-társadalomban (Magyarország ÍPolitikai Évkönyve, 2009.)
- Bennünket lecsukatni nem kell félnetek jó lesz (Népszava, 2009. 12. 24.)
- A jó Niccolo tanácsai a Fejedelemnek – és a bíráknak (galamus.hu, 2011. 04. 24.)
- Alkotmányellenes a bírók nyugdíjba küldése (Klubradio.hu, 2011. 04. 24.)
- Nyílt levél Baka Andrásnak (galamus.hu, 2011. 05. 15.)
- Egy bűne valóban van: a neve (védőbeszéd a Szilvásy-perben a PKKB-n, 2016. 03. 08.)

### Nevezetes jogi ügyei
- Koncepciós eljárás: ez az ügyészség ma
- A mundér védelmében
- A jóisten irgalmazzon annak, aki pereskedni mer!
- A terrorelhárítási Központ jogellenesen járt el
- Hatalmas bukásom röhejes története
- "A Nemzeti Védelmi Szolgálta I. r. és a Legfőbb Ügyészség II. r. alperes megsértette Felperes emberi méltóságát azzal, hogy jogellenesen bilincselte meg őt"
- Kereset hajléktalan-ügyben a Magyar Állam ellen
- Fellebbezés a hajléktalanság miatti, a Magyar Állam elleni perben
- Bűn rossz jogerős ítélet a Magyar Állam ellen jogalkotással okozott kár, a hajléktalanságot kriminalizáló törvények miatt indított perben
- Perbeszéd Szilvásy István perében